# Mammillaria hernandezii
Mammillaria hernandezii ist eine Pflanzenart aus der Gattung Mammillaria in der Familie der Kakteengewächse (Cactaceae). Das Artepitheton ehrt Eulalio Hernandez, den Neffen und Begleiter des mexikanischen Kakteensammlers Felipe Otero.

## Beschreibung
Mammillaria hernandezii wächst überwiegend einzeln. Die niedergedrückten, kugeligen, frisch grünen Triebe werden 2,5 bis 4,5 Zentimeter im Durchmesser groß. Die pyramidalen Warzen sind ohne Milchsaft. Die Axillen sind mit kurzer weißer Wolle besetzt. Mitteldornen sind nicht vorhanden. Die 17 bis 25 Randdornen strahlen aus, wobei sie etwas zurückgebogen sind und nicht ineinander greifen. Sie sind weiß und werden 0,12 bis 0,22 Zentimeter lang.
Die kirschroten bis hellmagentafarbenen (selten auch weißen) Blüten sind bis zu 2 Zentimeter lang. Die cremeweißen bis zartrosafarbenen Früchte werden 1 bis 1,4 Zentimeter lang und 0,25 bis 0,3 Zentimeter im Durchmesser groß. Ein Fünftel der Früchte verbleibt im Pflanzenkörper. Nach der Reife vertrocknen sie rasch. Sie enthalten schwarze Samen.

## Verbreitung, Systematik und Gefährdung
Mammillaria hernandezii ist im mexikanischen Bundesstaat  Oaxaca verbreitet.
Die Erstbeschreibung erfolgte 1983 durch Charles Edward Glass und Robert Alan Foster.  Ein nomenklatorisches Synonym ist Bartschella hernandezii (Glass & R.A.Foster) Doweld (2000).
In der Roten Liste gefährdeter Arten der IUCN wird die Art als „Endangered (EN)“, d. h. als stark gefährdet geführt.

## Nachweise